# Бальмерівський стрибок
Бальмерівський стрибок — стрибкоподібна зміна розподілу енергії в неперервному спектрі астрономічних об'єктів на довжині хвилі 364.6 нм, яка відповідає межі серії Бальмера (у ближньому ультрафіолеті).
Якщо інтенсивність випромінювання в спектрі ліворуч від λ=364.6 позначити як I364.6+0, а інтенсивність праворуч — як I364.6-0, то велична стрибка (D) визначається за формулою:
{\displaystyle D=\lg {\frac {I_{364.6+0}}{I_{364.6-0}}}}

## Механізм
Фотони з довжиною хвилі менше 364.6 нм здатні іонізувати атоми Гідрогену, в яких електрон перебуває на другому енергетичному рівні, що спричиняє появу додаткового поглинання в спектрі.
У спектрах зір амплітуда стрибка залежить від кількості атомів Гідрогену на другому енергетичному рівні та від внеску Гідрогену в загальну непрозорість зоряної атмосфери. Найбільшого значення амплітуда досягає у зір спектральних класів A та F, оскільки в гарячіших зірях водень майже повністю іонізований, а в холодніших зорях температура занадто низька; і в обох випадках кількість атомів Гідрогену на другому енергетичному рівні мала. 
У холодних зорях на величину стрибка суттєво впливає густина, і це може бути застосовано для класифікації зір на основі їх поверхневої гравітації й, отже, світності. 
У гарячіших зорях на бальмерівський стрибок температура впливає набагато сильніше, ніж гравітація на поверхні.
| Температура зорі, K | Амплітуда стрибка, D |
| ------------------- | -------------------- |
| 10 500              | 0,49                 |
| 15 000              | 0,22                 |
| 20 000              | 0,11                 |

У деяких випадках бальмерівський стрибок може спостерігатися як неперервний спектр, зазвичай, коли емісійні бальмерівські лінії досить потужні. Злиття ліній біля межі серії «замиває» стрибок і призводить до зсуву його в довгохвильовий бік.
У спектрах зон H II бальмерівський стрибок має протилежний знак (щодо спектрів зір) і значно більшу амплітуду (D > 5).
У спектрах зір, які оточені газовими оболонками, бальмерівський стрибок може мати будь-який знак, оскільки там діють ефекти, характерні як для зір, так і для туманностей.
Поряд із бальмерівським стрибком спостерігаються стрибки на межі інших спектральних серій Гідрогену, а також на межі сильних серій інших елементів, однак бальмерівський стрибок найпомітніший.